# Бурбриак (кантон)
Бурбриа́к (фр. Bourbriac) —  упраздненный кантон во Франции, в регионе Бретань, департамент Кот-д’Армор. Входил в состав округа Генган.
Код INSEE кантона — 2203. Всего в кантон Бурбриак входило 7 коммун, из них главной коммуной являлась Бурбриак.

## Коммуны кантона
| Коммуна     | Население, чел. (1999) | Почтовый индекс | Код INSEE |
| ----------- | ---------------------- | --------------- | --------- |
| Бурбриак    | 2 299                  | 22720           | 22013     |
| Керьен      | 218                    | 22480           | 22088     |
| Магоар      | 96                     | 22480           | 22139     |
| Плезиди     | 635                    | 22720           | 22189     |
| Пон-Мельве  | 631                    | 22390           | 22249     |
| Сенван-Леар | 250                    | 22720           | 22335     |
| Сент-Адриен | 301                    | 22390           | 22271     |

## Население
Население кантона на 2006 год составляло 4 602 человека.
| 1962 | 1968 | 1975 | 1982 | 1990 | 1999  | 2006  | 2007 |
| ---- | ---- | ---- | ---- | ---- | ----- | ----- | ---- |
| -    | -    | -    | -    | -    | 4 430 | 4 602 | -    |